# Fundação Eugénio de Almeida

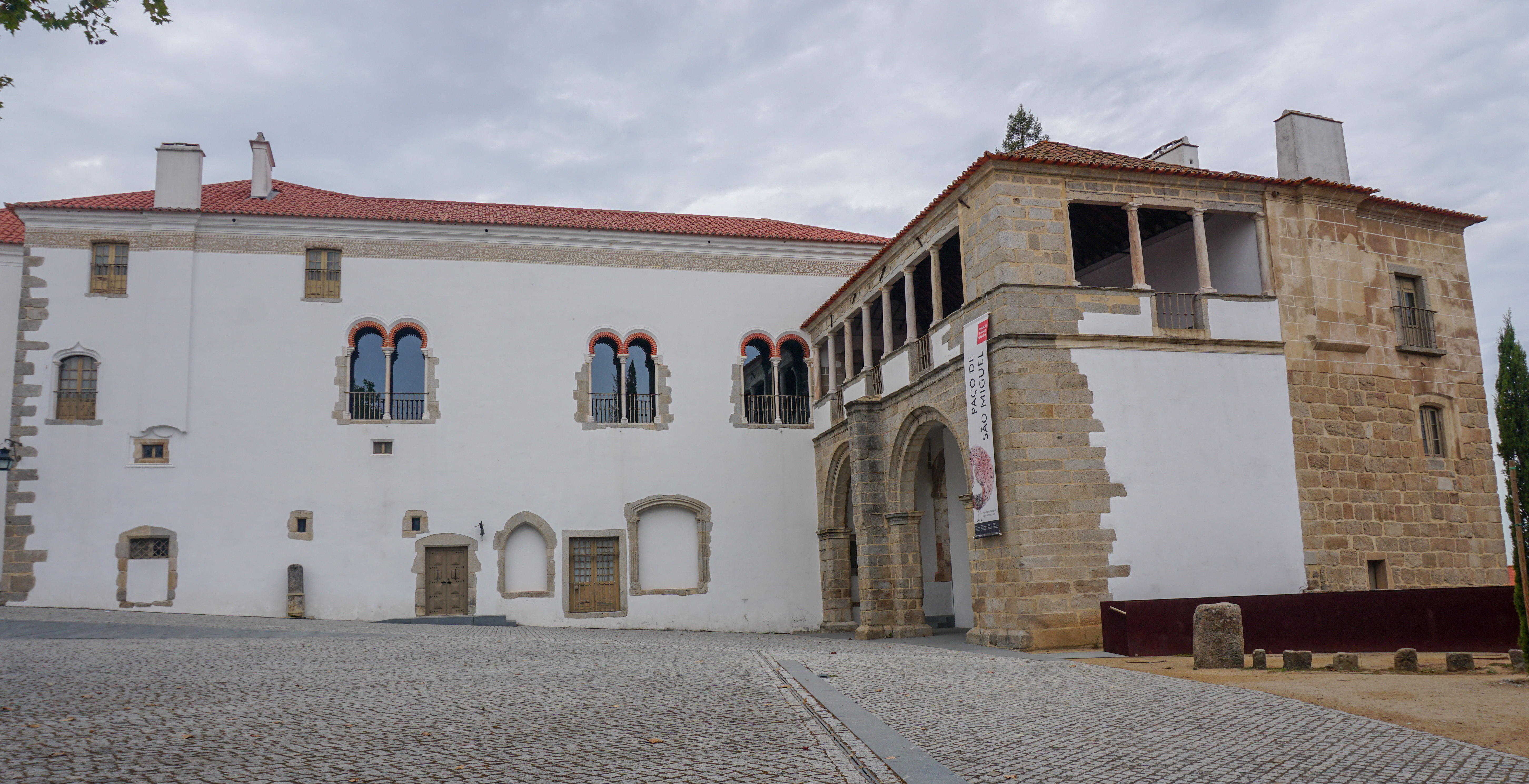
Paço de São Miguel, no Páteo de São Miguel, em Évora, sede da Fundação Eugénio de Almeida

A Fundação Eugénio de Almeida MHIH é uma fundação portuguesa criada em 1963 por Vasco Maria Eugénio de Almeida em Évora.
A fundação é proprietária da Adega Cartuxa, uma das maiores e mais renomadas vinículas portugesas, com grande tradição e muito apreciada no Brasil.

A 5 de Dezembro de 2013 foi declarada Membro-Honorário da Ordem do Infante D. Henrique.
Actualmente o presidente do conselho de administração é o cónego Eduardo Pereira da Silva, e a secretária-geral é Maria do Céu Ramos, antiga secretária de Estado da Juventude, num governo liderado por Cavaco Silva.

## Administração
A administração da Fundação Eugénio de Almeida está confiada a um Conselho composto por cinco membros: um representante da Arquidiocese de Évora, que preside, um representante da Universidade de Évora, um delegado do corpo docente do Instituto Superior de Teologia de Évora e dois vogais cooptados pelos anteriores (Artigo 8.º dos Estatutos).
- Presidente - Reverendo Cónego Dr. Eduardo Pereira da Silva, Arquidiocese de Évora, desde 27-07-2001
- Administradora - Professora Doutora Ana Maria Costa Freitas, Universidade de Évora, desde 30-05-2014
- Administrador - Reverendo Cónego Dr. José António Morais Palos, Instituto Superior de Teologia de Évora, desde 8-05-1998
- Vogal - Dr. Henrique Manuel Fusco Granadeiro, de 11-06-2014 a 10-06-2019
- Vogal - Major-General Fernando Nunes Canha da Silva, de 03-12-2012 a 02-12-2017

## Sede da Fundação
A Fundação tem sede no Paço de São Miguel, antigo Palácio dos Condes de Basto, em Évora, que é apontado como exemplar único em Portugal de pintura mural palaciana da segunda metade do século XVI. O espaço está classificado como Monumento Nacional desde 1922. Nas paredes estão retratadas várias figuras imaginárias, como dragões, centauros e sereias, que convivem com aves domésticas e bravias, como leopardos, raposas, veados e galos, recriando um mundo pleno de simbolismo.